# Моль, Питер ван
Питер ван Моль (нидерл. Pieter van Mol; 7 ноября 1599, Антверпен — 8 апреля 1650, Париж) — фламандский художник, рисовальщик, художник-орнаменталист и придворный художник, работавший в стилистике барокко.

## Биография
Карьеру художника начал в возрасте 11 лет, поступив в обучение к Зегеру ван ден Греве в Антверпене. В 1622 стал мастером и членом антверпенской гильдии художников Святого Луки.
Около 1631 года переехал в Париж, где открыл собственную студию. В качестве придворного художника работал при дворе Людовика XIII.
Преследования со стороны парижских ремесленных живописцев и скульпторов, пользовавшихся в качестве членов братства св. Луки многими преимуществами, заставили французских художников, во главе которых стоял Шарль Лебрён, просить защиты у королевы-правительницы Анны Австрийской.
С 1648 г. он с несколькими другими художниками под патронажем кардинала Мазарини стал организатором и одним из первых членов Французской академия живописи и скульптуры, позже — Королевской Академии живописи.
Писал картины на исторические, религиозные сюжеты и портреты.
Полотна Питера ван Моля хранятся в коллекциях музеев Франции, Канады, России, в том числе в Лувре и Музее изобразительных искусств имени А. С. Пушкина.
|  |  |  |  |